# Цицеро, Ойген
Ойген Цицеро (нем. Eugen Cicero, настоящее имя Эуджен Чичеу, рум. Eugen Ciceu; 27 июня 1940, Клуж-Напока — 5 декабря 1997, Цюрих) — немецкий академический и джазовый пианист румынского происхождения. Отец Роже Цицеро.
Сын румынского православного священника. С детства пел в церковном хоре, с четырёхлетнего возраста учился игре на фортепиано, в 6 лет впервые выступил с городским оркестром, исполнив концерт Вольфганга Амадея Моцарта. С 11 лет занимался под руководством видного румынского музыкального педагога Аурелии Чонка, затем учился в Бухарестской консерватории у Аны Питиш. С 1962 г. начал преподавать сам. В том же году во время гастролей в Берлине бежал в Западный Берлин, жил и работал в Германии, а с 1982 г. в Швейцарии. В 1965 г. одновременно вышли альбом с произведениями Фредерика Шопена и альбом Rokoko Jazz. Ойген Цицеро наиболее известен своими джазовыми вариациями на темы академической музыки.

## Избранная дискография
- Rokoko Jazz — 1965
- In Town — 1965
- Cicero’s Chopin — 1965
- Swinging Tschaikowsky — 1966
- Romantic Swing — 1968
- Klavierspielereien — 1966
- Balkan Rhapsody — 1970
- Marching The Classics: Love Of Three Oranges March — 1970
- MPS W Punch Series — 1971
- My Lyrics — 1972
- Live At The Berlin Philharmonie — 1972
- Swinging Classics — 1973
- Eugen Cicero’s Chopin Festival: «Mr. Golden Hands» Vol. 2 — 1973
- Cicero In London — 1974
- Klassik Modern — 1974
- Plays Schubert — 1975
- Weekend Sounds: Eugen Cicero’s Schubert Festivals — 1976
- Piano Solo — 1976
- For My Friends — 1977
- In Concert — 1978
- Balladen — 1979
- Romantic Swing Piano — 1980
- Eugen Cicero — 1980
- Nice To Meet You — 1980 (c Тутсом Тилемансом)
- Swinging Classics — 1982
- Don’t Stop My Dreams — 1984
- Love’s Dream — 1985
- Classics In Rhythm — 1986
- Rokoko Jazz II — 1987
- Berlin Reunion — 1988
- Cicero Jazz — 1993